# (2484) Parenago
(2484) Parenago est un astéroïde de la ceinture principale.

## Description
(2484) Parenago est un astéroïde de la ceinture principale. Il fut découvert le 7 octobre 1928 à Simeis par Grigori Néouïmine. Il présente une orbite caractérisée par un demi-grand axe de 2,34 UA, une excentricité de 0,25 et une inclinaison de 1,2° par rapport à l'écliptique.

## Compléments